# Fagerhaug
Fagerhaug és una entitat de població al municipi d'Oppdal al comtat noruec de Sør-Trøndelag. El poble està situat al llarg de l'autopista E06 europea, a uns 12 quilòmetres al nord-est del centre administratiu d'Oppdal. El poble està situat just al sud de la frontera municipal amb Rennebu. L'any 1921, la capella de Fagerhaug fou construïda al poble.
Fagerhaug prèviament tenia una estació de trens, però l'estació ja no està en ús.
L'Aeroport d'Oppdal està situat a Fagerhaug. És utilitzat per a diverses activitats esportives d'aviacions, com el paracaigudisme i vol sense motor.